# Chiesa ortodossa etiope
La Chiesa ortodossa etiope (in amarico: የኢትዮጵያ ኦርቶዶክስ ተዋሕዶ ቤተ ክርስቲያን; traslitterato: Yäityop'ya ortodoks täwahedo bétäkrestyan) è la principale chiesa in Etiopia e anche la confessione più largamente professata in Etiopia.

## Rapporto con l'ortodossia cristiana
La Chiesa etiopica sin dalla sua fondazione dall'abuna San Frumenzio nel IV secolo ebbe con la Chiesa ortodossa copta di Alessandria d'Egitto un legame stretto fino al 1959, quando la nazione etiope ebbe un proprio patriarca dal Papa copto ortodosso di Alessandria Cirillo VI. La Chiesa Ortodossa Etiope è una Chiesa non calcedonese, cioè non riconosce i decreti del Concilio di Calcedonia.
Nata nel IV secolo con la conversione al cristianesimo del re axumita Ezanà e poi di tutto il regno axumita, la Chiesa ortodossa etiope è l'unica Chiesa cristiana autoctona etiope di antica tradizione e di diretta derivazione apostolica nell'Africa sub-sahariana. La Chiesa Ortodossa Etiope ha un seguito di fedeli oscillante tra i 40 e i 45 milioni di persone, la maggior parte dei quali vive in Etiopia: è quindi la più grande tra tutte le Chiese ortodosse orientali. La Chiesa Ortodossa Etiope è uno dei membri fondatori del Consiglio Mondiale delle Chiese.
Tewahedo (in Ge'ez ተዋሕዶ) è una parola in lingua ge'ez che significa "è fatto uno" o "unificato". Questa parola si riferisce alla credenza orientale ortodossa nell'unica e unificata Natura di Cristo; cioè di una completa unione naturale di natura umana e divina (non miscelate, ma non separate: tale unione è detta Ipostatica) al fine di realizzare la salvezza dell'umanità in contrasto con la fede "delle due nature di Cristo" professata dalla Chiesa cattolica romana e dalla Chiesa ortodossa. Secondo la Catholic Encyclopedia, in un articolo sull'Henotikon, oltre 500 vescovi nei Patriarcati di Alessandria, Antiochia e Gerusalemme rifiutarono di accettare la dottrina del Difisismo ("delle due nature") decretata dal Concilio di Calcedonia del 451, separandosi così dal principale corpo della Chiesa cristiana (che si sarebbe poi diviso nell'XI secolo, per ragioni diverse, in Chiesa cattolica e Chiesa ortodossa).
Le Chiese ortodosse orientali, che oggi comprendono la Chiesa copta ortodossa di Alessandria, la Chiesa apostolica armena, la Chiesa siro ortodossa, la Chiesa ortodossa siriaca del Malankara in India, la Chiesa Ortodossa Etiope e la Tewahedo Chiesa ortodossa eritrea sono indicate come "non Calcedonensi", e a volte come "monofisite" (che significa "una natura singola", in riferimento a Cristo).

## Storia

### Origini

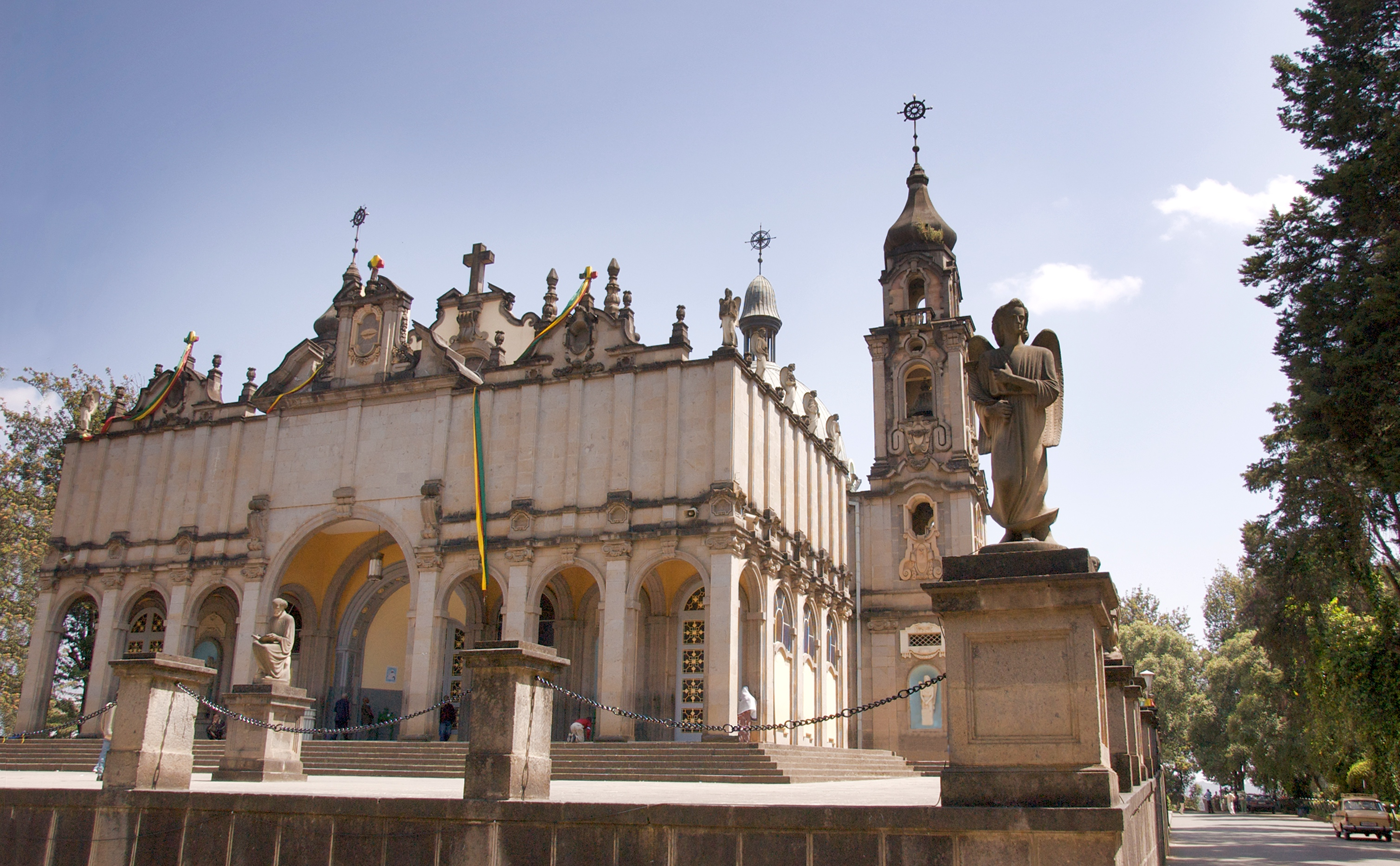
La cattedrale della Santissima Trinità ad Addis Abeba.

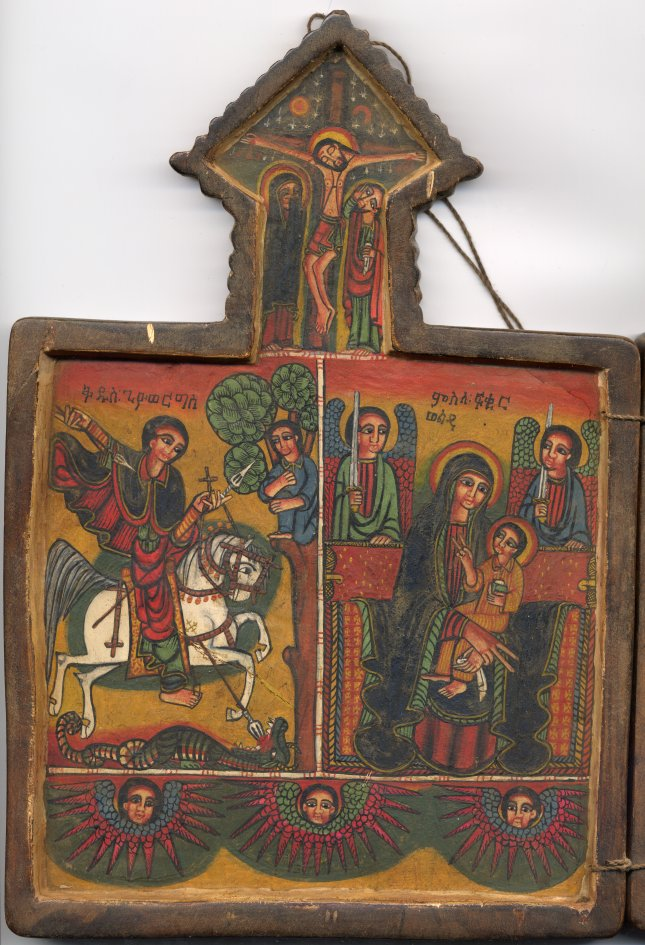
Icona etiopica, mostra San Giorgio, la Crocifissione e la Vergine Maria.

#### Axum: culla del cristianesimo etiope
Secondo la Chiesa etiopica, essa ha avuto origine da un funzionario del re axumita battezzato da san Filippo l'evangelista (distinto da Filippo apostolo), uno dei sette diaconi:
27 ተነሥቶም ሄደ። እነሆም፥ ህንደኬ የተባለች የኢትዮጵያ ንግሥት አዛዥና ጃንደረባ የነበረ በገንዘብዋም ሁሉ የሠለጠነ አንድ የኢትዮጵያ ሰው ሊሰግድ ወደ ኢየሩሳሌም መጥቶ ነበር፤ 
28 ሲመለስም በሰረገላ ተቀምጦ የነቢዩን የኢሳይያስን መጽሐፍ ያነብ ነበር። 
29 መንፈስም ፊልጶስን። ወደዚህ ሰረገላ ቅረብና ተገናኝ አለው። 
30 ፊልጶስም ሮጦ የነቢዩን የኢሳይያስን መጽሐፍ ሲያነብ ሰማና። በውኑ የምታነበውን ታስተውለዋለህን? አለው። 
31 እርሱም። የሚመራኝ ሳይኖር ይህ እንዴት ይቻለኛል? አለው። ወጥቶም ከእርሱ ጋር ይቀመጥ ዘንድ ፊልጶስን ለመነው። 
32 ያነበውም የነበረ የመጽሐፉ ክፍል ይህ ነበረ፤ እንደ በግ ወደ መታረድ ተነዳ፥ የበግ ጠቦትም በሸላቹ ፊት ዝም እንደሚል፥ እንዲሁ አፉን አልከፈተም። 
33 በውርደቱ ፍርዱ ተወገደ፤ ሕይወቱ ከምድር ተወግዳለችና ትውልዱንስ ማን ይናገራል? 
34 ጃንደረባውም ለፊልጶስ መልሶ። እባክህ፥ ነቢዩ ይህን ስለ ማን ይናገራል? ስለ ራሱ ነውን ወይስ ስለ ሌላ? አለው። 
35 ፊልጶስም አፉን ከፈተ፥ ከዚህም መጽሐፍ ጀምሮ ስለ ኢየሱስ ወንጌልን ሰበከለት። 
36 በመንገድም ሲሄዱ ወደ ውኃ ደረሱ፤ ጃንደረባውም። እነሆ ውኃ፤ እንዳልጠመቅ የሚከለክለኝ ምንድር ነው? አለው። 
37 ፊልጶስም። በፍጹም ልብህ ብታምን፥ ተፈቅዶአል አለው። መልሶም። ኢየሱስ ክርስቶስ የእግዚአብሔር ልጅ እንደ ሆነ አምናለሁ አለ። 
Come una pecora fu condotto al macello
e come un agnello senza voce innanzi a chi lo tosa,
così egli non apre la sua bocca.
33 Nella sua umiliazione il giudizio gli è stato negato,
ma la sua posterità chi potrà mai descriverla?
Poiché è stata recisa dalla terra la sua vita.
34 E rivoltosi a Filippo l'eunuco disse: «Ti prego, di quale persona il profeta dice questo? Di se stesso o di qualcun altro?». 35 Filippo, prendendo a parlare e partendo da quel passo della Scrittura, gli annunziò la buona novella di Gesù. 36 Proseguendo lungo la strada, giunsero a un luogo dove c'era acqua e l'eunuco disse: «Ecco qui c'è acqua; che cosa mi impedisce di essere battezzato?». 
(Apostolo Filippo, 8,26)
La regina Candace doveva probabilmente essere Gersamot Hendeke VII, regina d'Etiopia realmente esistita e regnante nella metà nel primo secolo d.C.

L'accettazione del Cristianesimo come religione di stato avvenne però molto più tardi, nel 400 d.C., quando san Frumenzio, di origine siriaca e cresciuto in Grecia, convinse il re Ezanà di Axum a convertirsi al Cristianesimo e a imporlo a tutto il popolo, che già lo professava in larga parte.
(Tirannio Rufino, Historia ecclesiastica)
Quando Ezanà diventò maggiorenne, Frumenzio fu lasciato libero di tornare a casa a Tiro in Libano; egli si recò invece ad Alessandria d'Egitto. È sempre Rufino che ci informa sugli sviluppi della vicenda:
(Tirannio Rufino, Historia ecclesiastica)
Quando il principe Ezana salì al trono Frumenzio assunse il titolo di san Frumenzio e fu nominato capo della Chiesa cristiana d'Etiopia. Da allora, il Patriarca di Alessandria ha mantenuto il diritto di nominare l'arcivescovo (archieparca) etiope. Nel corso dei secoli, questo diritto è sempre stato esercitato e il vescovo prescelto è sempre stato un copto egiziano fino agli inizi del '900, quando la chiesa etiope chiese ed ottenne l'autocefalia.

#### Medioevo ed età moderna

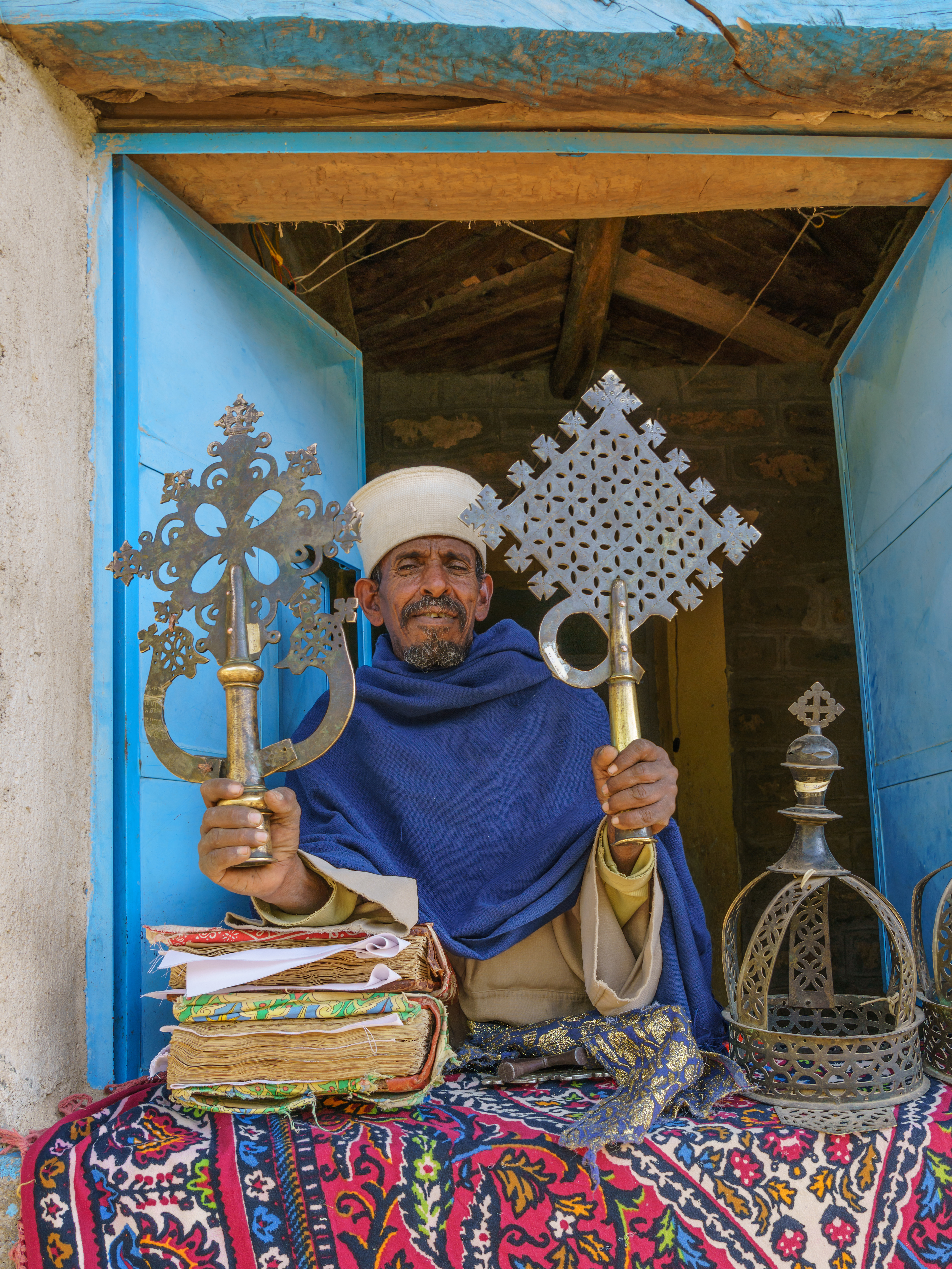
Sacerdote Ortodosso Etiopico

L'unione con la Chiesa copta ortodossa è continuata dopo la conquista araba dell'Egitto. Abu Saleh dice che nel XII secolo il patriarca inviò lettere almeno due volte all'anno al re dell'Abissinia (Etiopia) e della Nubia.
All'inizio del XVI secolo la pressione militare islamica sull'Etiopia aumentò in misura consistente. Le armate islamiche, sia del sultanato ottomano che del sultanato di Adal, intendevano ottenere definitivamente il controllo delle piste carovaniere che collegavano le coste del Corno d'Africa al Mediterraneo. Nel 1507 il re d'Etiopia decise di chiedere aiuto al re del Portogallo. I portoghesi erano interessati a mantenere il controllo delle coste africane (da loro recentemente esplorate), dove avevano costruito delle basi navali per favorire il commercio con l'Estremo Oriente, superando così l'ostacolo posto dalla mediazione di commercianti musulmani nelle tratte mediterranee. Il re del Portogallo mandò una spedizione militare a sostegno del regno etiopico. Negli anni seguenti, anche un gruppo di missionari gesuiti arrivò nel Paese, ma la loro opera trovò molti ostacoli. Il Papa, in seguito, inviò due vescovi portoghesi, distaccandoli da Goa (India), e istituì una sede patriarcale.
Nel 1622 re Susenyos si convertì al Cattolicesimo (per ottenere l'appoggio militare del Portogallo e della Spagna), imponendo ai sudditi di seguirlo nella sua scelta. Per la prima volta nella sua storia, la Chiesa ortodossa etiope interrompeva la millenaria comunione con la Chiesa Copta: La mossa fu invisa alla corte, al clero etiope che vedeva la sua influenza politico-sociale scemare, e al popolo. A seguito di numerose congiure contro l'imperatore da parte dell'aristocrazia etiope, e sanguinose rivolte da parte del popolo, che vedeva la conversione forzata come una "europeizzazione" , un sacrilegio, e una perdita della propria identità, Susenyos dovette abdicare, nel 1632, in favore del figlio Fasilides. Fasilides rinunciò immediatamente al progetto del padre, riconvertendosi al Cristianesimo ortodosso copto e imponendolo come religione di stato. Inoltre, a seguito di presunti progetti di colonizzazione da parte degli stati europei, l'Etiopia bandì tutti gli europei dal proprio territorio, tutti i libri cattolici vennero bruciati, i gesuiti presenti nel paese vennero cacciati e per centinaia di anni non fu permesso a nessuno straniero di metter piede nell'Impero d'Etiopia.

### Storia recente

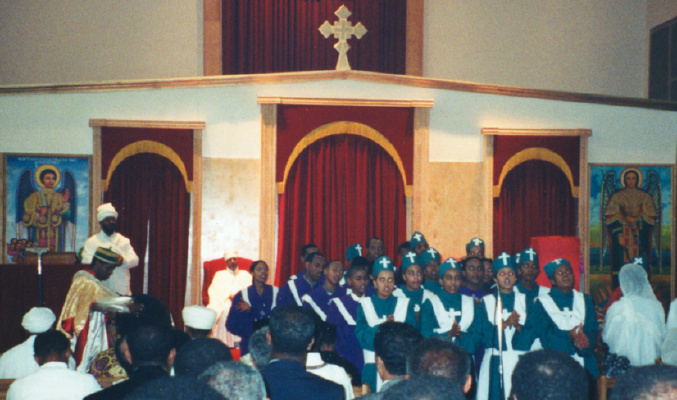
Un coro ortodosso etiope canta di fronte ad una iconostasi.

In tempi più moderni, la chiesa etiopica ha sperimentato una serie di sviluppi. Il primo è stato nel XIX secolo con la pubblicazione di una traduzione in amarico della Bibbia, precedentemente scritto in ge'ez., lingua ai tempi definitivamente estinta. In gran parte la versione fu frutto del lavoro di Abu Rumi che ci mise più di dieci anni a tradurla presso Il Cairo, questa versione, con alcune modifiche, restò quella ufficiale fino a quando Haile Selassie salì al potere; egli ordinò una nuova traduzione nel 1960. Hailé Selassié ha anche svolto un ruolo di primo piano in ulteriori riforme della chiesa che comprendeva la distribuzione della traduzione di Abu Rumi in tutta l'Etiopia, così come la sua promozione e di una migliore formazione del clero, un passo significativo nello sforzo dell'Imperatore è la fondazione del Collegio Teologico della chiesa della Santissima Trinità nel dicembre 1944, tre anni dopo la liberazione dalla dominazione italiana. Un terzo sviluppo è avvenuto dopo la restaurazione di Haile Selassie in Etiopia quando pubblicò il 30 novembre il decreto numero 2 del 1942, una nuova legge di riforma della Chiesa. Gli obiettivi primari di questo decreto dovevano porre le basi nelle finanze della Chiesa al fine di creare un fondo centrale per le sue attività, e di presentare i requisiti per la nomina del clero che erano state abbastanza classiste fino ad allora.
La Chiese copta ed etiope hanno raggiunto un accordo il 13 luglio 1948, che ha portato alla autocefalia della Chiesa etiopica. Cinque vescovi sono stati immediatamente consacrati dal Papa copto di Alessandria, avente il potere di eleggere il nuovo Patriarca e il successore di Abuna Qerellos IV che avrebbe il potere di consacrare nuovi vescovi. Questa promozione è stata completata quando Papa Joseph II (copto ortodosso) consacrò un arcivescovo etiope di nascita, Abuna Basilios il 14 gennaio 1951. Poi, nel 1959, papa Cirillo VI di Alessandria incoronò Abuna Basilios come primo Patriarca d'Etiopia.
Patriarca Abune Basilios mori nel 1971, gli succedete il patriarca Abuna Tewophilos. Con la caduta dell'imperatore Haile Selassie nel 1974 la Chiesa Ortodossa Etiope è stata destabilizzata come Chiesa di Stato. Il nuovo governo marxista iniziò la nazionalizzazione delle proprietà (compresi i terreni) di proprietà della chiesa. Patriarca Abuna Tewophilos è stato arrestato nel 1976 dalla giunta militare del Derg e segretamente giustiziato nel 1979. Il governo ha ordinato alla chiesa di eleggere un nuovo patriarca e Abune Takla Haymanot fu intronizzato. La Chiesa copta ortodossa rifiutò di riconoscere l'elezione e l'intronizzazione di Abuna Tekle Haymanot sulla base del fatto che il Sinodo della Chiesa etiope non avesse rimosso Abuna Tewophilos e che il governo non aveva riconosciuto pubblicamente la sua morte e lui era quindi ancora il legittimo Patriarca dell'Etiopia. Le relazioni formali tra le due chiese sono state interrotte, pur rimanendo in comunione. Le relazioni formali tra le due chiese sono riprese il 13 luglio, 2007.
Patriarca Abune Tekle Haymanot dimostrò di essere molto meno accomodante al regime Derg di quanto non fosse previsto e così quando il patriarca mori nel 1988 è stato chiesto un nuovo Patriarca con legami più stretti con il regime. L'arcivescovo di Gondar, un membro del Parlamento etiope dell'era Derg è stato eletto ed insediato come patriarca Abuna Merkorios. Dopo la caduta del regime Derg nel 1991, e l'avvento al potere del governo EPRDF, il patriarca Abune Merkorios abdicò sotto la pressione dell'opinione pubblica e del governo. La chiesa poi elesse un nuovo patriarca Abuna Paulos che è stato riconosciuto dal Papa copto ortodosso di Alessandria. L'ex patriarca Abuna Merkorios poi fuggì all'estero e annunciò che il suo esilio e abdicazione era stato fatto sotto costrizione e quindi era ancora il legittimo Patriarca d'Etiopia. Diversi vescovi sono andati in esilio e formarono un Sinodo alternativo. Questo Sinodo esiliato è riconosciuto da alcune Chiese etiopi in Nord America e in Europa che riconoscono il patriarca Abune Merkorios mentre il sinodo d'Etiopia ha continuato a sostenere la legittimità del Patriarca Abuna Paulos.
In seguito all'indipendenza dell'Eritrea come nazione nel 1993 la Chiesa ortodossa copta nel 1994 ha nominato l'Arcivescovo per la Chiesa ortodossa eritrea Tewahedo, che a sua volta ha ottenuto autocefalia nel 1998 con l'approvazione riluttante del suo sinodo madre. Nello stesso anno il primo patriarca eritreo fu consacrato.
A partire dal nuovo millennio, sono sorte negli Stati Uniti e in altri paesi nei quali gli etiopi emigrarono nuove chiese. I fedeli ortodossi etiopi sono oggi circa 50 milioni, che insieme a 12 milioni di protestanti formano la popolazione cristiana del paese (62%).
I cristiani si concentrano soprattutto nel nord, nel sud e nel centro del paese (la cosiddetta "Etiopia storica" o Abissinia, ovvero quella che nei millenni ha fatto parte dell'Impero di Axum e dell'Impero d'Etiopia), mentre le zone conquistate alla fine dell'800 dall'imperatore Menelik II (imperatore noto per le sue doti guerriere: sconfisse infatti anche l'Italia, nella battaglia di Adua, unico episodio nel quale uno stato africano ha sconfitto una potenza europea), che erano originariamente abitate da popoli di origine custica (e non semitica come gli abitanti dell'Abissinia), e quindi da musulmani, hanno ricevuto il diritto di culto, e hanno quindi mantenuto la religione islamica (sebbene questa sia leggermente diversa dall'Islam professato nelle altre parti del mondo; a causa dell'isolamento che l'Etiopia ha avuto, i musulmani etiopi hanno assunto nei secoli elementi cristiani, portando a un Islam sunnita vicino nelle ideologie a quello Sufi).
Il Patriarca Abuna Paulos è morto il 16 agosto 2012, seguito quattro giorni dopo dal primo ministro Meles Zenawi. Il 28 febbraio 2013, un collegio di elettori riuniti ad Addis Abeba ha eletto Abuna Mathias come suo successore.

## Pratiche e credenze

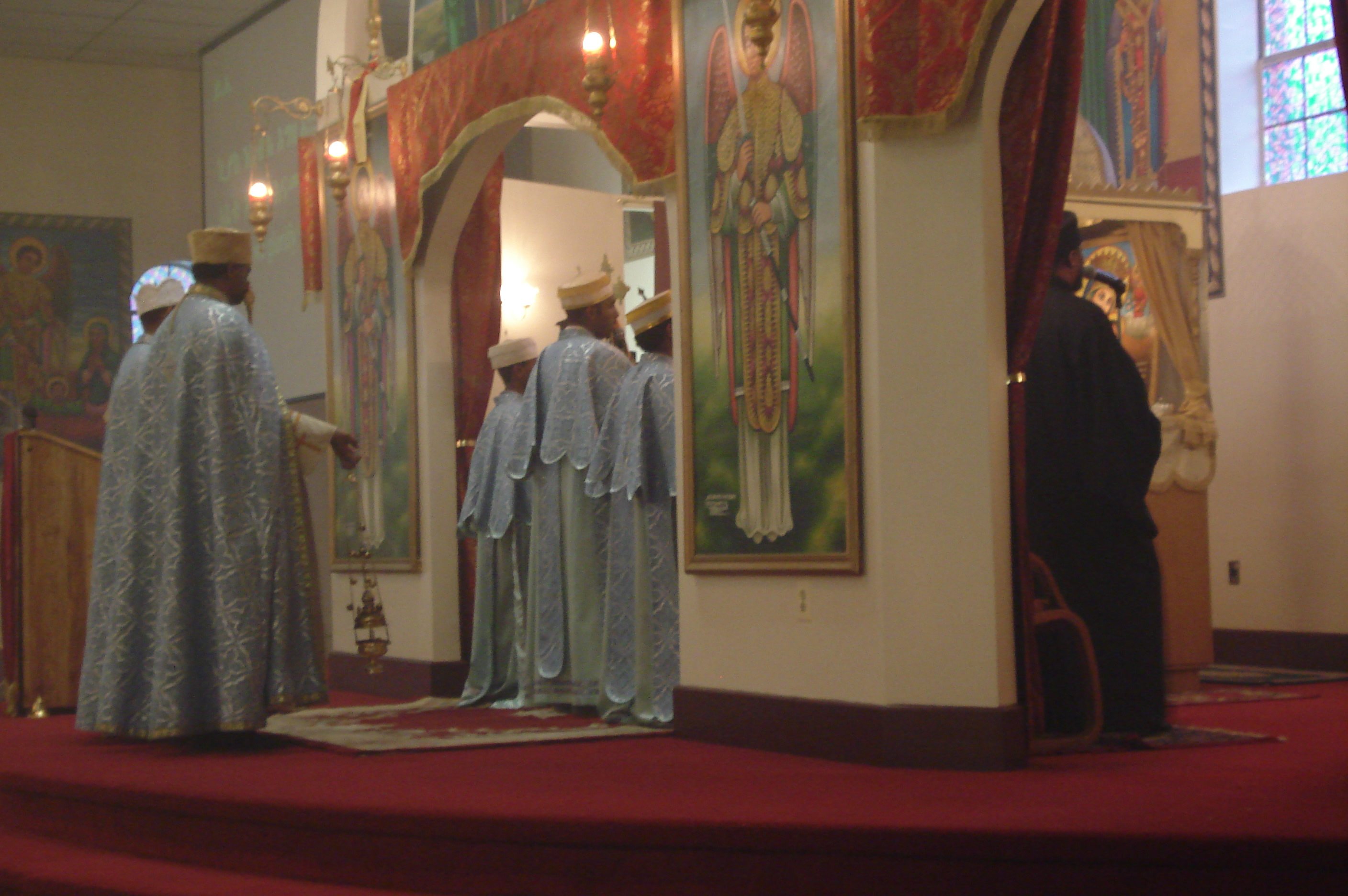
Sacerdoti e diaconi che svolgono un rito religioso nella chiesa di San Michele, Chiesa Ortodossa Etiope Tewahedo a Washington, DC.

La fede e la pratica dei cristiani ortodossi etiopi comprendono elementi di Miafisismo, teoria che si è sviluppata in Etiopia nel corso dei secoli. Le credenze comprendono la fede in Dio (in Ge'ez / amarico, 'Egziabeher, letteralmente "Signore dell'Universo", nell'antica lingua ge'ez), la venerazione per la Vergine Maria, gli angeli e i santi. Una gerarchia di Kidusan (messaggeri angelici e santi) trasmettono le preghiere dei fedeli a Dio e svolgono la volontà divina, così quando un cristiano etiope è in difficoltà lui o lei si appellano a questi così come a Dio. Nei rituali più formali e regolari, solo i sacerdoti possono entrare nel sancta sanctorum della chiesa, solitamente circolare o ottagonale, in cui il tabot ("Arca") è alloggiato, dedicato al santo patrono della chiesa. Durante le feste religiose importanti il tabot è scortato in processione fuori della chiesa. Nelle funzioni religiose la maggior parte dei membri della parrocchia rimane nell'anello esterno, dove i fedeli e gli ecclesiasti cantano inni e ballano.
L'Eucaristia è data solo a coloro che si sentono puri, hanno digiunato regolarmente, e hanno in generale avuto una condotta corretta. Generalmente la comunione è principalmente limitata ai bambini e agli anziani; coloro che sono in età sessualmente attiva o che hanno desideri sessuali in genere non ricevono l'Eucaristia.

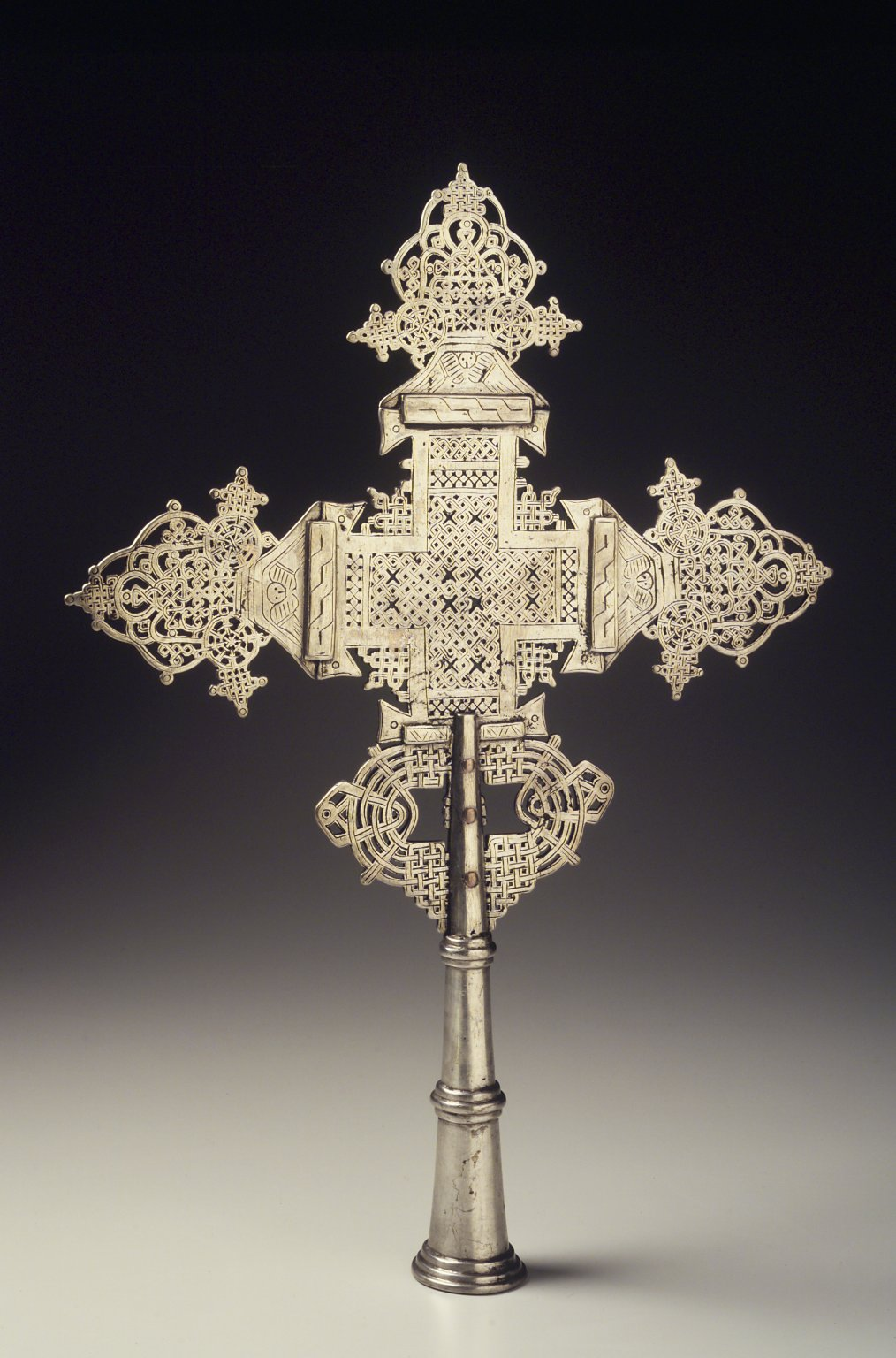
Croci processionali trasportati su lunghi pali in processioni religiose

I fedeli ortodossi Etiopi sono severi Trinitari, Dio è unito in tre persone: Padre, Figlio e Spirito Santo. Questo concetto è noto come in Gez Sellasié, "Trinità".
I servizi quotidiani costituiscono solo una piccola parte di osservanza religiosa di un cristiano ortodosso etiope. Diversi giorni sacri richiedono servizi prolungati, canti, balli e feste. Un importante requisito religioso, tuttavia, è il digiuno durante il quale gli aderenti si astengono dal consumo di carne e prodotti animali e si astengono da attività sessuale. Tutti i credenti devoti devono mantenere il programma completo di digiuni, comprendente almeno 250 giorni l'anno altre forme di digiuno puramente scelte individualmente dai fedeli:
1. Digiuno di Hudadi o Abiye Tsome (Quaresima), 56 giorni.
2. Digiuno degli Apostoli, 10-40 giorni, che gli Apostoli mantennero dopo aver ricevuto lo Spirito Santo. Inizia dopo la Pentecoste.
3. Il digiuno Tsome Dihnet, che è il mercoledì in commemorazione del complotto organizzato per uccidere Gesù Cristo da Caifa e dei membri della casa del sommo sacerdote e il venerdì in commemorazione della crocifissione di Gesù Cristo (inizia il mercoledì, dopo la Pentecoste e si estende fino a Pasqua, in altre parole, tutti i mercoledì e venerdì, ad eccezione dei 50 giorni dopo la Pasqua).[16]
4. Il digiuno di Maria Assunta, 16 giorni.
5. Digiuno precedente al Natale, 40 giorni (prima dell'Avvento). Comincia con Sibket il 15 Hedar e termina alla vigilia di Natale con la festa di Genna e il 29 Tahsas e 28 se l'anno è bisestile.
6. Il digiuno di Ninive, che commemora la predicazione di Giona. Viene il lunedì, martedì e mercoledì della terza settimana prima della Quaresima.
7. Il gahad di Timkat (Epifania), digiuno alla vigilia dell'Epifania.
8. Oltre ai santi del giorno, la maggior parte dei cristiani osservano molti santi del giorno. Un uomo può dare una piccola festa il giorno del suo santo personale. L'associazione di volontariato locale (chiamato maheber) collegato con ogni chiesa onora il suo patrono con un servizio speciale e una festa due o tre volte l'anno.[17]

## Esorcismo
I sacerdoti intervengono ed eseguono esorcismi per conto di coloro che si ritiene essere afflitti da demoni o buda. Secondo il Pew Research Center in uno studio del 2010, il 74% dei cristiani in Etiopia dice di aver vissuto o assistito a un esorcismo. Gli indemoniati sono portati ad una riunione in chiesa o in preghiera. Spesso, quando una persona malata, non ha risposto al trattamento medico moderno, l'afflizione è attribuita ai demoni. Atti insoliti o particolarmente perversi, soprattutto se eseguiti in pubblico, sono sintomatici di un indemoniato. Amsalu Geleta, in un moderno studio di questi casi riassume gli elementi che sono comuni agli esorcismi cristiani etiopi:
(Amsalu Geleta)
L'esorcismo non è sempre un successo e Geleta rileva un'altra istanza in cui i metodi usati hanno avuto successo e i demoni apparentemente hanno lasciato il soggetto in un momento successivo. In ogni caso, "in tutti i casi lo spirito è comandato da nessun altro nome che il nome di Gesù".

## Tratti distintivi

### Canone biblico

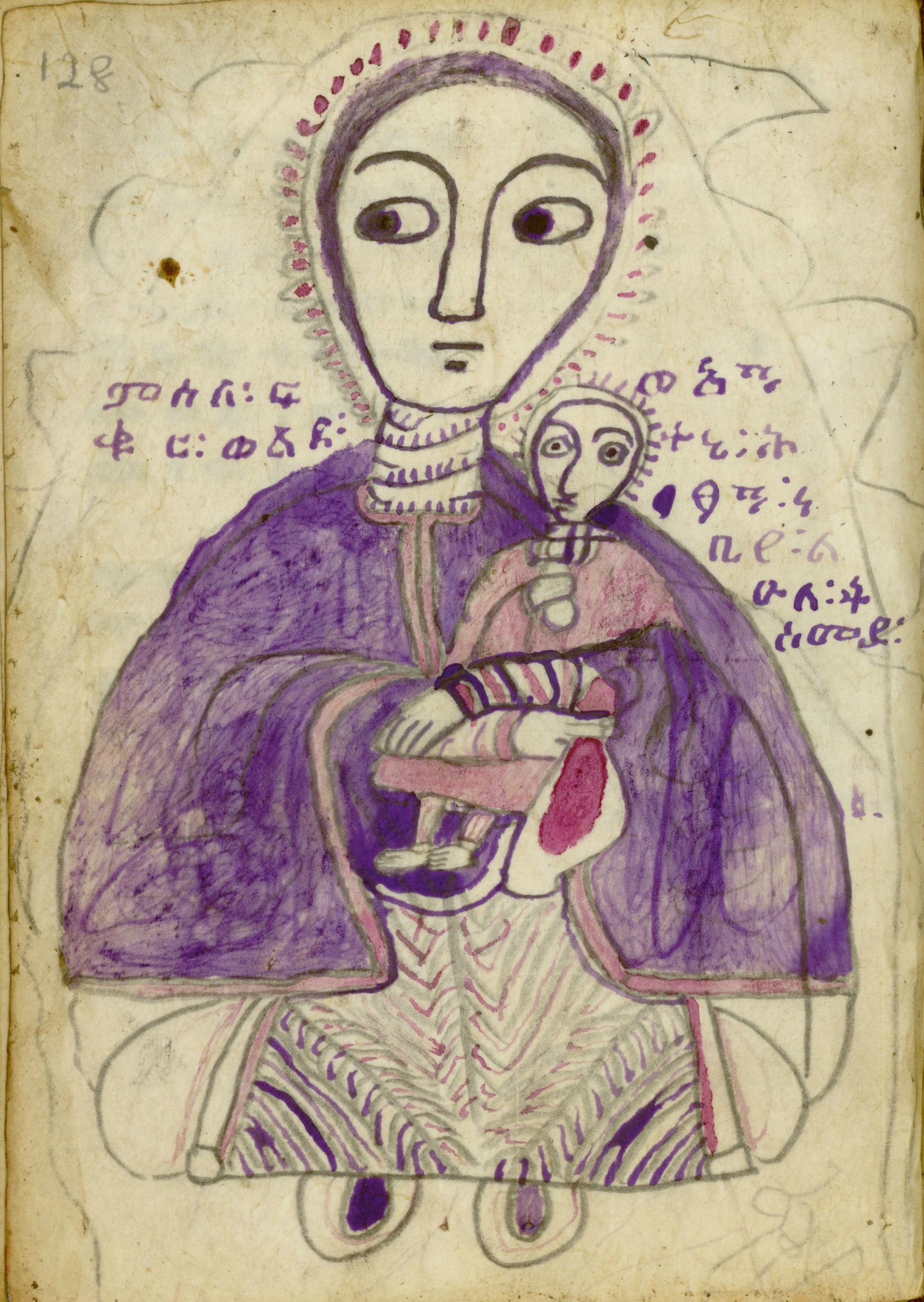
Disegno della Vergine Maria con il suo amato figlio a matita e inchiostro, da una copia manoscritta di Weddasé Maryam, intorno al 1875.

La Chiesa Tewahedo contiene 81 libri dei Canoni biblici. Questi canoni sono accettati da altri cristiani ortodossi.
- Il più stretto Canone biblico è il libro di Enoch, oltre ai Giubilei, e il I, II, III Meqabyan. (I libri menzionati non sono presenti nelle versioni della Bibbia di tutte le altre confessioni cristiane). Il libro di Enoch si differenzia dalle edizioni dei manoscritti ge'ez del British Museum e altrove (AQ) utilizzato da studiosi stranieri (OTP), per esempio nel trattamento dei Nephilim nella Genesi 6. L'attuale versione degli 81 libri è stata pubblicata nel 1986, contenente lo stesso testo come precedentemente pubblicato nella versione di Haile Selassie della Bibbia, solo con alcune modifiche minori alla traduzione del Nuovo Testamento.
- Alcune fonti parlano dei più ampi Canoni biblici, che non sono mai stati pubblicati ma si dice che includano tutti i più stretti Canoni nonché ulteriori libri del Nuovo Testamento, si dice che siano stati utilizzati dalla chiesa primitiva: due libri del Patto, quattro libri del Sinodo, una Lettera di Pietro a Clemente anche conosciuto come "Clemente l'Etiope" nella Didascalia etiopica. Questi non supportano una stretta somiglianza con opere con titoli simili e noti in Occidente. La versione etiopica della storia del popolo ebraico scritta da Joseph ben Gorion, noto come 'pseudo-Josephus' è considerata parte di un più ampio canone, anche se dovrebbe essere considerato un lavoro del vecchio Testamento.[23]

## Lingua
Le funzioni liturgiche della Chiesa etiope sono celebrate in lingua Ge'ez, che è stato il linguaggio della Chiesa, almeno dopo l'arrivo dei Nove Santi (Abba Pantelewon, Abba Gerima (Isaac, o Yeshaq), Abba Aftse, Abba Guba, Abba Alef, Abba Yem'ata, Abba Liqanos, e Abba Sehma (fuggito per le persecuzioni da parte dell'imperatore bizantino dopo il Concilio di Calcedonia). La Septuaginta (versione greca) è stata originariamente tradotta in Ge'ez, ma revisioni successive mostrano una chiara evidenza dell'uso di fonti ebraiche, siriache e arabe. La prima traduzione in volgare moderno è stata eseguita nel XIX secolo da un traduttore che è generalmente noto come Abu Rumi. Successivamente Haile Selassie ha sponsorizzato la traduzione in amarico delle Sacre Scritture dal Ge'ez durante il suo regno, uno prima della seconda guerra mondiale e uno dopo. I Sermoni oggi sono di solito trascritti nella lingua locale.

## Architettura e luoghi sacri

### Lalibela
Le chiese etiopiche rispondono a vari stili architettonici. Sono famose le chiese monolitiche (scavate in un solo pezzo nella roccia) di Lalibela. Queste chiese sono solitamente scavate dall'alto verso il basso e quindi non risultano visibili dall'esterno. Altre chiese sono costruite a forma di basilica. Queste sono solitamente le chiese più antiche e che risentono dell'architettura axumita. Le forme locali preferite sono quelle quadrate e rettangolari (regione del Tigre) e quella rotonda (regione dell'Amhara). In tutti e due gli stili, la chiesa è costruita attorno ad un chiostro centrale e a fasci concentrici.

### Axum
Il luogo sacro più venerato dai cristiani etiopi è Axum, considerata la più santa delle città dell'Etiopia, importante meta di pellegrinaggio. Feste significative sono il Timkat (la Festa dell'Epifania, celebrata in Etiopia il 16 gennaio, non il 6), il Natale (Leddet), il Meskel (festa autoctona della chiesa etiope che cade a fine settembre) e la Festa di Maryam Sion, che cade a fine novembre.

## Architettura

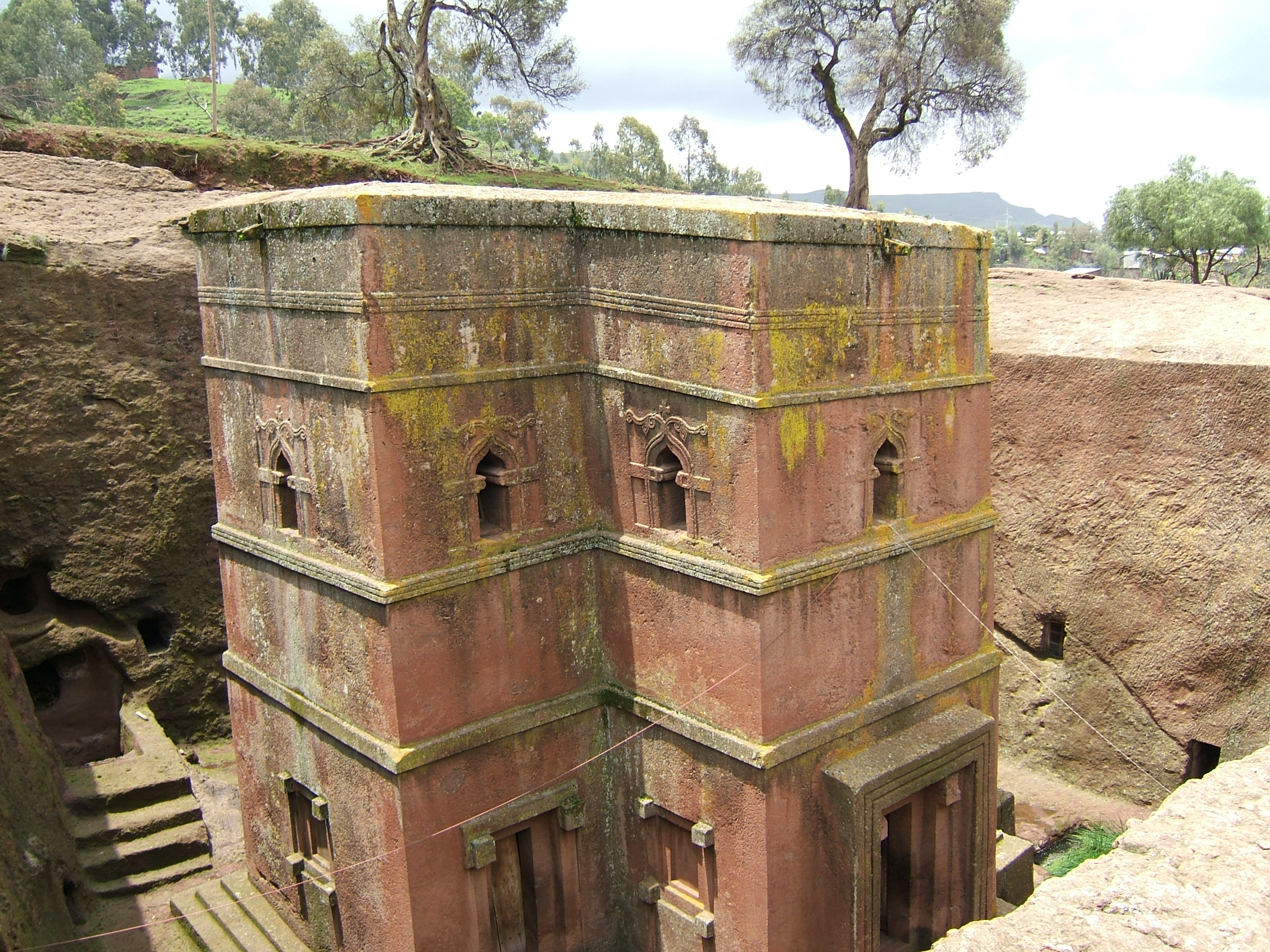
La Chiesa di San Giorgio Bet Giorgis, una chiesa monolitica a Lalibela

Sono presenti numerose chiese monolitiche rupestri in Etiopia, le più famose sono le undici chiese di Lalibela. Oltre a queste, si ritrovano due tipi principali di architettura: uno basilicale (di influenza europea) e un altro nativo. La cattedrale di Nostra Signora Maria di Sion ad Axum è un esempio del disegno basilicale: pareti e soffitti sono decorati con affreschi. Altri noti esempi di chiese importanti sono la chiesa della Santissima Trinità di Addis Abeba, la chiesa di San Gabriele di Addis Abeba, la chiesa di San Giorgio e la chiesa di Nostra Signora Maria di Lalibela, ecc. Spesso un cortile, circolare o rettangolare, circonda il corpo della chiesa. Le Chiese moderne etiopi possono incorporare gli stili basilicali o nativi e utilizzare tecniche di costruzione e materiali contemporanei. Nelle zone più rurali e inaccessibili, le chiese sono talvolta costruite in paglia.

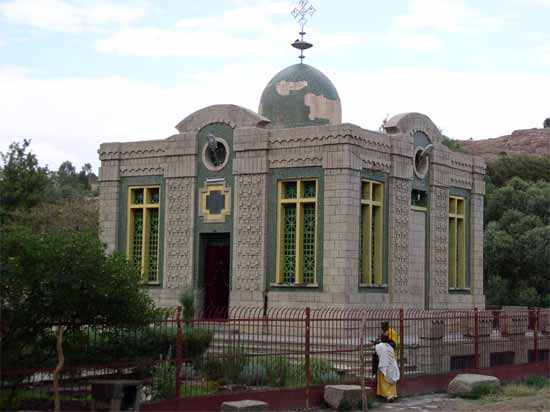
La Cappella del Tabot vicino alla Chiesa di Nostra Signora Maria di Sion, ospiterebbe l'originale Arca dell'Alleanza.

## Arca dell'Alleanza
La Chiesa (e qualche studioso)sostengono che l'Arca dell'Alleanza che Mosè aveva costruito durante il viaggio nel deserto verso la Terra Promessa sia conservata nella Chiesa di Nostra Signora di Sion di Axum, l'antica capitale dell'impero axumita. Solo i sacerdoti possono entrare nella stanza che conserva l'Arca; ciò ha suscitato quindi dubbi sulla veridicità della presenza dell'Arca nella chiesa. Un edificio per il culto non è considerato una vera chiesa fino a che il vescovo non abbia consegnato una copia dell'Arca fatta in alabastro o legno di acacia. Anche queste copie sono sempre tenute nascoste alla vista dei fedeli. Le copie sono esposte durante le feste più importanti, quali la consacrazione della chiesa, il Timkat (epifania), ecc.

## Analogie con l'ebraismo

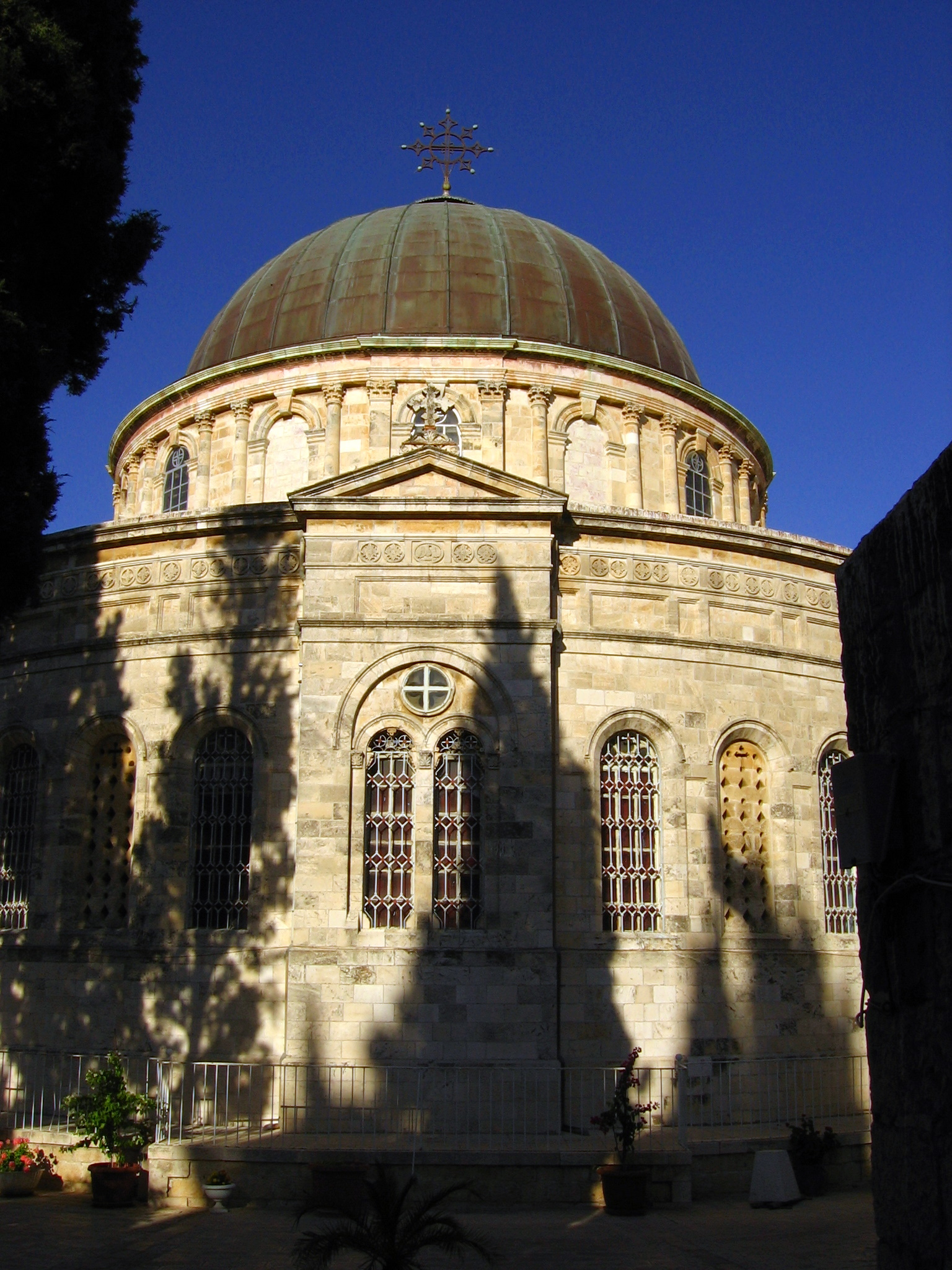
La Chiesa etiopica a Gerusalemme.

### La Chiesa etiopica a Gerusalemme
La chiesa etiope pone un accento più pesante sugli insegnamenti del Vecchio Testamento di quanto si possa trovare in qualsiasi altra confessione cristiana e i suoi seguaci aderiscono a certe pratiche che si delineano in una filosofia ortodosso-giudaica. I cristiani etiopi, come alcuni altri cristiani orientali, tradizionalmente seguono regole alimentari che sono simili al Kashrut ebraico. Allo stesso modo, la carne di maiale è vietata, anche se a differenza del Kashrut la cucina etiope non mescola i prodotti lattiero-caseari a base di carne. Alle donne è vietato entrare nel tempio della chiesa durante le mestruazioni; esse sono inoltre tenute a coprire i capelli con una grande sciarpa (o shamma) in chiesa, come descritto nei Corinzi, capitolo 11. In analogia con quanto accade nelle sinagoghe gli uomini e le donne sono seduti separatamente in chiesa, con gli uomini a sinistra e le donne sulla destra (di fronte all'altare). I fedeli etiopi tolgono le scarpe quando si entra in chiesa, secondo l'Esodo 3:5 è considerato opportuno baciare il suolo della chiesa (di fronte al portone), in quanto considerata terra sacra. Inoltre, sia il Sabbath (Sabato) e il giorno del Signore (Domenica) vanno osservati come santi, anche se con più enfasi la domenica.

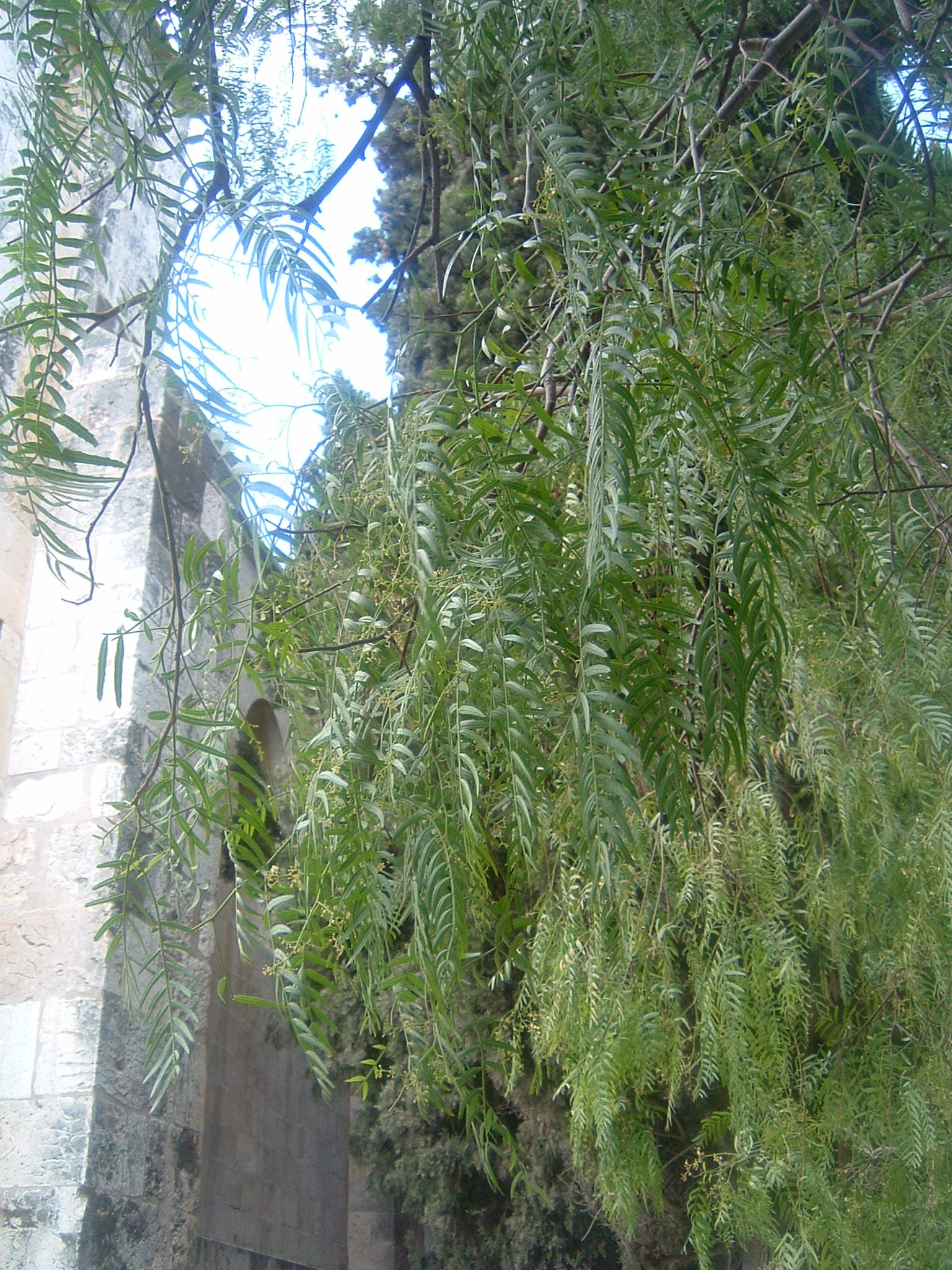
Il noto albero del pepe al monastero etiope di Gerusalemme.

## Arcivescovi e vescovi
Etiopia
- Abune Mathias, responsabile di tutti gli Arcivescovi e Patriarca della Chiesa Ortodossa Etiope.

Europa occidentale
- Abune Entonis, Arcivescovo del Nord Europa, a Londra;
- Abune Yosef, Arcivescovo del Sud Europa, a Roma.

Medio Oriente
- Abune Kewestos, Arcivescovo di Gerusalemme[25].

America del Nord
- Canada: vescovo Matthias della diocesi canadese, residente a London (Ontario).
- Stati Uniti d'America:
  - Abune Manuel, arcivescovo di Washington, del sud degli Stati Uniti e della California;
  - Abune Zekarias, arcivescovo di New York, della zona Nord Est e Centrale degli Stati Uniti.

America meridionale
- Abune Taddeos, arcivescovo dell'America Latina e dei Caraibi.

## Cronotassi dei patriarchi
- Abuna Basilios (1959-1970)
- Abuna Theophilos (1971-1976), morto nel 1976, a seguito di una congiura da parte del governo dittatoriale (Derg) che rovesciò l'imperatore
- Abuna Tekle Haymanot II (1976-1988), presumibilmente assassinato dal Derg
- Abuna Merkorios (1988-1991), che, a causa della presenza del Derg abdicò trasferendosi negli Stati Uniti assieme ai seguaci che sostengono che l'abdicazione gli sia stata estorta.
- Abuna Paulos (1991-2012), divenuto patriarca nel 1991 in seguito alla caduta del Derg e morto a 76 anni di vecchiaia.
- Abune Mathias (dal 2012).

## Eparchie
Le attuali eparchie della chiesa ortodossa etiope sono:
- Addis Abeba
- Awassa (Sidamo)
- Axum
- Ambo
- Arsi
- Assosa
- Away
- Bale Gobe
- Wollega
- Nord Wollo
- Sud Wollo (Dessie)
- Gambela
- Ovest Gojam (Bahr Dar)
- Est Gojam (Debre Markos)
- Nord Gondar
- Sud Gondar (Debre Tabor)
- Gerusalemme
- Illubabor
- Jimma
- Kenbata
- Mizan Teferi (Kaffa)
- Negele Borena
- Ogaden
- Omo
- Selalya
- Tigré Est
- Tigré Ovest
- Khartum e la Nubia (Sudan, Africa)
- Shoa (Nazareth)
- Nord Shoa (Debre Berhan)
- America ed emisfero occidentale.